# Särslövs socken
Särslövs socken i Skåne ingick i Oxie härad, ingår sedan 1971 i Staffanstorps kommun och motsvarar från 2016 Särslövs distrikt.
Socknens areal är 5,15 kvadratkilometer varav 5,01 land. År 2000 fanns här 106 invånare. Kyrkbyn Särslöv med sockenkyrkan Särslövs kyrka ligger i socknen. 

## Administrativ historik
Socknen har medeltida ursprung.
Vid kommunreformen 1862 övergick socknens ansvar för de kyrkliga frågorna till Särslövs församling och för de borgerliga frågorna bildades Särslövs landskommun. Landskommunen uppgick 1952 i Staffanstorps landskommun som ombildades 1971 till Staffanstorps kommun. Församlingen uppgick 2002 i Uppåkra församling.
1 januari 2016 inrättades distriktet Särslöv, med samma omfattning som församlingen hade 1999/2000.
Socknen har tillhört län, fögderier, tingslag och domsagor enligt vad som beskrivs i artikeln Oxie härad. De indelta soldaterna tillhörde Södra skånska infanteriregementet, Livkompaniet och Skånska husarregementet, Hoby skvadron, Landskrona kompani.

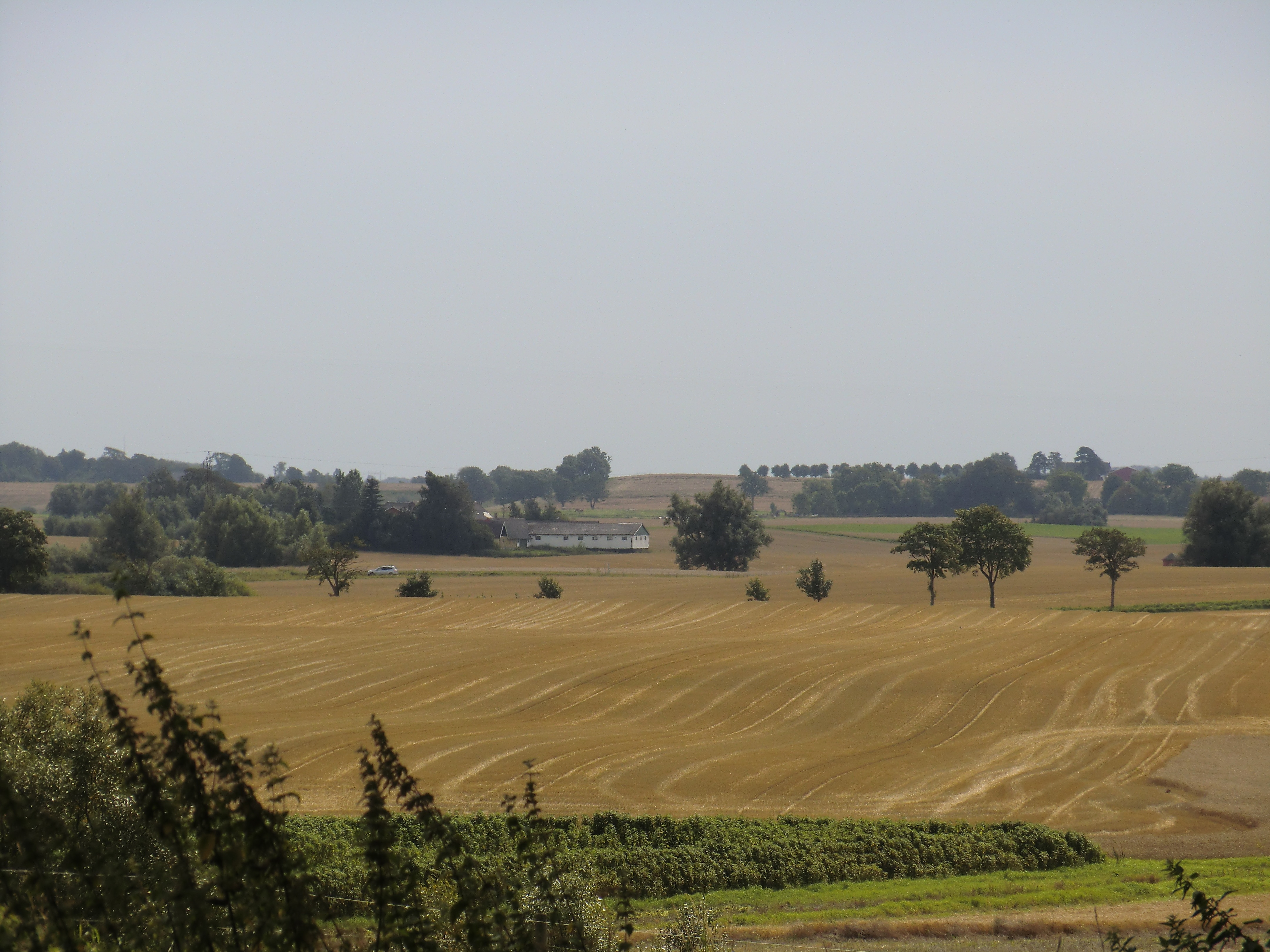
Särslövs socken mot söder med gården Särslöv 9:2.

## Geografi
Särslövs socken ligger öster om Malmö med Sege å i norr. Socknen är en lätt kuperad odlad slättbygd.

## Fornlämningar
Boplatser och en dös från stenåldern är funna. Från bronsåldern finns rester av en gravhög.

## Namnet
Namnet skrevs 1504 Särslöff och kommer från kyrkbyn. Förleden innehåller ett mansnamn, troligen Särir. Efterleden innehåller löv, 'arvegods'..